# Cozmeni
Cozmeni é uma comuna romena localizada no distrito de Harghita, na região histórica da Transilvânia. A comuna possui uma área de 70.02 km² e sua população era de 2071 habitantes segundo o censo de 2007.